# Tỷ số P/E
Hệ số giá trên lợi nhuận một cổ phiếu, gọi tắt là Tỷ số P/E, P/E (viết tắt của cụm từ Price to Earning Ratio trong tiếng Anh), là tỷ số tài chính dùng để đánh giá mối liên hệ giữa thị giá hiện tại của một cổ phiếu (giá cổ phiếu ở chợ chứng khoán) và tỉ suất lợi nhuận trên cổ phần, hay cho biết nhà đầu tư sẵn sàng trả giá bao nhiêu cho một cổ phiếu trên thị trường chứng khoán.

## Cách tính
Tỷ số P/E được tính bằng cách lấy giá thị trường bình quân của cổ phiếu do doanh nghiệp phát hành trong một kỳ nhất định chia cho thu nhập bình quân trên một cổ phần mà doanh nghiệp phải trả cho nhà đầu tư trong kỳ đó.
Công thức cụ thể như sau:
| Tỷ số P/E = | Giá thị trường một cổ phiếu         |
| Tỷ số P/E = | Thu nhập bình quân trên một cổ phần |

Vì:
| Thu nhập bình quân trên một cổ phần = | Tổng thu nhập trong kỳ |
| Thu nhập bình quân trên một cổ phần = | Tổng số cổ phần        |

Nên cũng có thể tính tỷ số P/E theo cách sau:
| Tỷ số P/E = | Tổng giá trị thị trường các cổ phiếu |
| Tỷ số P/E = | Tổng thu nhập trong kỳ               |

Tỷ số P/E thấp thì có nghĩa là lợi nhuận trên một cổ phần của công ty càng cao hoặc giá trị trường của cổ phiếu thấp.
Tính toán tỷ số P/E thường trên cơ sở số liệu của công ty trong vòng một năm. Tuy nhiên, do lợi nhuận của công ty chịu tác động của nhiều yếu tố, nên có thể lên cao, xuống thấp bất thường, nên hệ số P/E cũng có thể thay đổi bất thường giữa các năm. Vì vậy, các nhà đầu tư thường không chỉ dựa vào duy nhất P/E trong một năm khi ra quyết định đầu tư mà còn xem xét cả P/E trong nhiều năm trước, hay so sánh P/E của công ty này với công ty khác trong cùng ngành hay trong cùng nền kinh tế.
Hệ số giá trên thu nhập (P/E) là một trong những chỉ số phân tích quan trọng trong quyết định đầu tư chứng khoán của nhà đầu tư. Thu nhập từ cổ phiếu sẽ có ảnh hưởng quyết định đến giá thị trường của cổ phiếu đó. Hệ số P/E đo lường mối quan hệ giữa giá thị trường (Market Price - P) và thu nhập của mỗi cổ phiếu (Earning Per Share - EPS) và được tính như sau: P/E = P/EPS
Trong đó giá thị trường P của cổ phiếu là giá mà tại đó cổ phiếu đang được mua bán ở thời điểm hiện tại; thu nhập của mỗi cổ phiếu EPS là phần lợi nhuận ròng sau thuế mà công ty chia cho các cổ đông thường trong năm tài chính gần nhất.
P/E cho thấy giá cổ phiếu hiện tại cao hơn thu nhập từ cổ phiếu đó bao nhiêu lần, hay nhà đầu tư phải trả giá cho một đồng thu nhập bao nhiêu. P/E được tính cho từng cổ phiếu một và tính trung bình cho tất cả các cổ phiếu và hệ số này thường được công bố trên báo chí.
Nếu hệ số P/E cao thì điều đó có nghĩa là người đầu tư dự kiến tốc độ tăng cổ tức cao trong tương lai; cổ phiếu có rủi ro thấp nên người đầu tư thoả mãn với tỷ suất vốn hoá thị trường thấp; dự đoán công ty có tốc độ tăng trưởng trung bình và sẽ trả cổ tức cao.
Hệ số P/E rất có ích cho việc định giá cổ phiếu. Giả sử người đầu tư có cổ phiếu AAA không được giao dịch sôi động trên thị trường, vậy cổ phiếu đó có giá bao nhiêu là hợp lý? Lúc đó cần nhìn vào hệ số P/E được công bố đối với nhóm các loại cổ phiếu tương tự với cổ phiếu AAA, sau đó nhân thu nhập của công ty với hệ số P/E sẽ cho chúng ta giá của loại cổ phiếu AAA.
EPS (Earning Per Share) là lợi nhuận (thu nhập) trên mỗi cổ phiếu.
Đây là phần lợi nhuận mà công ty phân bổ cho mỗi cổ phần thông thường đang được lưu hành trên thị trường. EPS được sử dụng như một chỉ số thể hiện khả năng kiếm lợi nhuận của doanh nghiệp, được tính bởi công thức:
EPS = (Thu nhập ròng - cổ tức cổ phiếu ưu đãi) / lượng cổ phiếu bình quân đang lưu thông.
Trong việc tính toán EPS, sẽ chính xác hơn nếu sử dụng lượng cổ phiếu lưu hành bình quân trong kỳ để tính toán vì lượng cổ phiếu thường xuyên thay đổi theo thời gian. Tuy nhiên trên thực tế người ta thường hay đơn giản hoá việc tính toán bằng cách sử dụng số cổ phiếu đang lưu hành vào thời điểm cuối kỳ. Có thể làm giảm EPS dựa trên công thức cũ bằng cách tính thêm cả các cổ phiếu chuyển đổi, các bảo chứng (warrant) vào lượng cổ phiếu đang lưu thông.
EPS thường được coi là biến số quan trọng duy nhất trong việc tính toán giá cổ phiếu. Đây cũng chính là bộ phận chủ yếu cấu thành nên tỉ lệ P/E. Một khía cạnh rất quan trọng của EPS thường hay bị bỏ qua là lượng vốn cần thiết để tạo ra thu nhập ròng (net income) trong công thức tính trên.
Hai doanh nghiệp có thể có cùng tỷ lệ EPS nhưng một trong hai có thể có ít cổ phần hơn tức là doanh nghiệp này sử dụng vốn hiệu quả hơn. Nếu như các yếu tố khác là cân bằng thì rõ ràng doanh nghiệp này tốt hơn doanh nghiệp còn lại. Vì doanh nghiệp có thể lợi dụng các kỹ thuật tính toán để đưa ra con số EPS hấp dẫn nên các nhà đầu tư cũng cần hiểu rõ cách tính của từng doanh nghiệp để đảm bảo "chất lượng" của tỉ lệ này. Tốt hơn hết là không nên dựa vào một thước đo tài chính duy nhất mà nên kết hợp với các bản phân tích tài chính và các chỉ số khác.